# Administration nationale du cinéma de Chine
L'Administration nationale du cinéma de Chine, ou Administration nationale du film de Chine (chinois simplifié : 国家电影局 ; pinyin : Guó jiā diàn yǐng jú) est une agence gouvernementale relevant du Département de la propagande du Comité central du Parti communiste chinois et chargé d'administrer le cinéma de Chine continentale. Son siège est situé à Caishikou (zh), dans le district de Xicheng, à Pékin en Chine.
L'Administration nationale du cinéma est créée le 16 avril 2018. Il faisait auparavant partie de l'Administration nationale de la Radiodiffusion, du Cinéma et de la Télévision de Chine (SARFT), avec laquelle le Centre national du cinéma français avait signé un accord de coproduction en 2010. En 2012, le ministère de la culture gabonais avait reçu une délégation de l'Administration nationale du cinéma de Chine en vue d'une coopération bilatérale.
L'Administration décide des films qui seront montrés, de la manière dont ils sont exposés, et du nombre de films étrangers diffusés sur le territoire.